# روابط خارجی مالزی

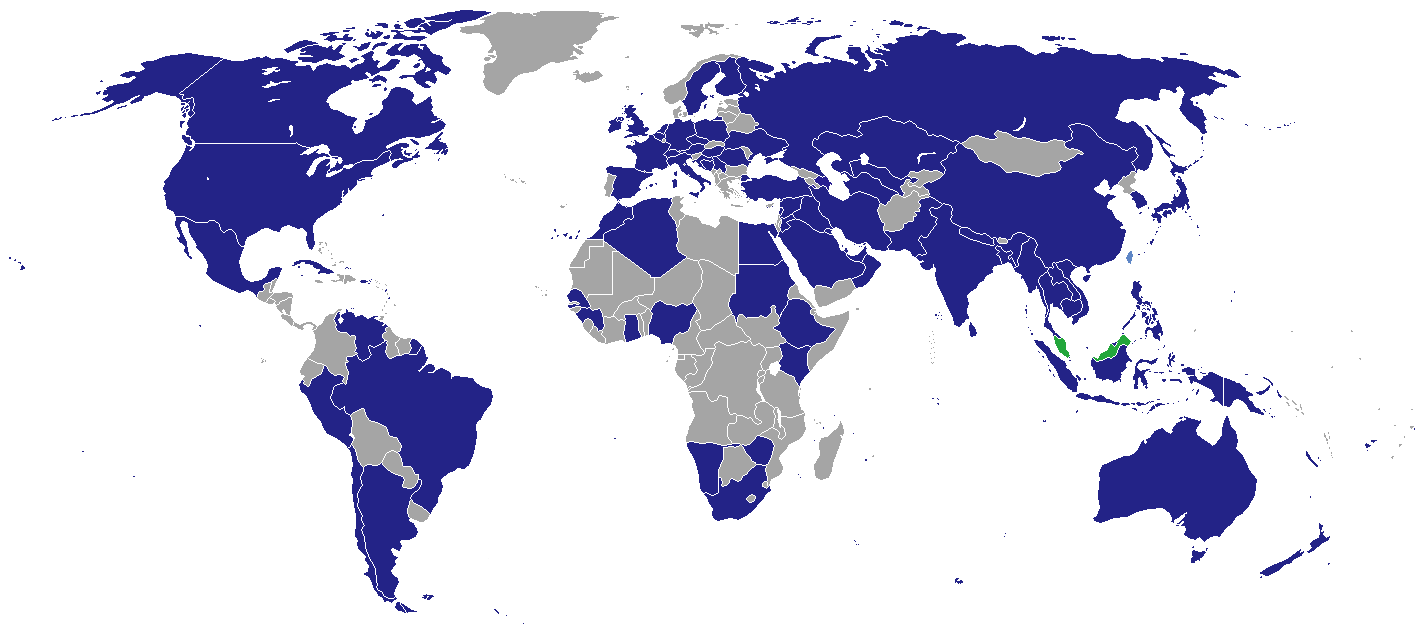
کشورهایی که مالزی دارای سفارت می‌باشد در نقشه به رنگ آبی مشخص است.

روابط خارجی مالزی (انگلیسی: Foreign relations of Malaysia)، مالزی یک عضو فعال در تشکیلات بین‌المللی مختلف، از جمله اتحادیه کشورهای مشترک‌المنافع، سازمان ملل متحد، سازمان همکاری اسلامی و جنبش عدم تعهد است. این کشور در دوران اخیر، همچنین یکی از طرفداران فعال همکاری منطقه ای بوده‌است.